# Music for the Jilted Generation
Music for the Jilted Generation (с англ. — «Музыка для брошенного поколения») — второй студийный альбом британского электронного коллектива The Prodigy, вышедший 4 июля 1994 года.
Обновлённое и расширенное издание альбома под названием More Music for the Jilted Generation было выпущено в 2008 году.

## Об альбоме
Альбом является в значительной степени ответом на ущемление рейва как движения в Великобритании, а также Закона Великобритании об уголовном правосудии и общественном порядке 1994 года, который криминализировал рейв и части рейв-культуры. Много лет спустя Лиам Хоулетт высмеял название альбома, назвав его «глупым», и утверждал, что альбом не записывался с целью быть политическим.
На заключительном этапе производства альбома Хоулетт понял, что все треки, которые он первоначально планировал, не поместятся на компакт-диске, поэтому трек «One Love» пришлось отредактировать, что привело к тому, что длительность составила 3 минуты и 53 секунды, «The Heat (The Energy)» был слегка обрезан, а трек под названием «We Eat Rhythm» был вовсе удалён из треклиста. Позднее «We Eat Rhythm» был выпущен на бесплатной кассете с журналом Select в октябре 1994 года под названием Select Future Tracks. Лиам Хоулетт также чувствовал, что «Full Throttle» и сокращённая версия «One Love» могли бы быть полностью исключены из альбома.

### Обложка
Передняя обложка была сделана фотографом Стюартом Хайгартом по заказу лейбла XL Recordings, а внутренняя была нарисована художником Лэсом Эдврадсом. По словам Хайгарта, Хоулетт приобрёл скульптуру на обычной барахолке и хотел, чтобы она «как бы вырывалась наружу» на обложке.

## Критика

### Профессиональные рейтинги
| Оценки критиков               | Оценки критиков |
| Источник                      | Оценка          |
| ----------------------------- | --------------- |
| AllMusic                      | [ 1 ]           |
| The Phoenix                   | [ 7 ]           |
| Robert Christgau              | (A)             |
| Encyclopedia of Popular Music | [ 9 ]           |
| The Guardian                  | [ 2 ]           |
| NME                           | (9/10)          |
| Q                             | [ 11 ]          |
| Record Collector              | [ 12 ]          |
| Rolling Stone                 | [ 3 ]           |
| Select                        | [ 13 ]          |

### Критический прием
Music for the Jilted Generation получил всеобщее признание среди музыкальных критиков. Джон Буш из AllMusic положительно оценил альбом; аналогичная оценка как и в предшественнике составляет 5 звёзд из 5. В своём обзоре он писал: «Как и в Experience здесь так много замечательных песен, что начинающим слушателям будет проще подумать о сборнике лучших хитов, а не о студийном альбоме». Rolling Stone оценил альбом в три с половиной звезды из пяти, назвав его «в самом деле странным» и «породившим всеобщую танцевальную лихорадку». Alternative Press сказал, что альбом «более мрачный, чем его предшественник».

### Почести
По версии Spin альбом занял 60-е место в списке «90 величайших альбомов 90-х». По версии NME диск занял 9 место в списке «50 лучших альбомов 1994 года». 4 декабря 2008 года радиоведущий Зейн Лоу включил Music for the Jilted Generation в свои «произведения искусства», полностью сыграв альбом на своём шоу BBC Radio 1. Он был номинирован на премию Mercury Music Prize в 1994 году. Он также включён в книгу 1001 Albums You Must Hear Before You Die (с англ. — «Тысяча и один музыкальный альбом, который стоит прослушать, прежде чем вы умрёте»).

## Список композиций
Вся музыка написана Лиамом Хоулеттом, за исключением отмеченных.
| №                   | Название                                   | Автор(ы)                          | Длительность |
| ------------------- | ------------------------------------------ | --------------------------------- | ------------ |
| 1.                  | «Intro»                                    |                                   | 0:45         |
| 2.                  | «Break & Enter»                            |                                   | 8:24         |
| 3.                  | «Their Law» (совм. с Pop Will Eat Itself)  | Лиэм Хоулетт, Pop Will Eat Itself | 6:40         |
| 4.                  | «Full Throttle»                            |                                   | 5:02         |
| 5.                  | «Voodoo People»                            |                                   | 6:27         |
| 6.                  | «Speedway (Theme From Fastlane)»           |                                   | 8:56         |
| 7.                  | «The Heat (The Energy)»                    |                                   | 4:27         |
| 8.                  | «Poison»                                   | Лиэм Хоулетт, Максим Реалити      | 6:42         |
| 9.                  | «No Good (Start the Dance)»                |                                   | 6:17         |
| 10.                 | «One Love»                                 |                                   | 3:53         |
| 11.                 | «The Narcotic Suite: 3 Kilos»              |                                   | 7:25         |
| 12.                 | «The Narcotic Suite: Skylined»             |                                   | 5:56         |
| 13.                 | «The Narcotic Suite: Claustrophobic Sting» |                                   | 7:13         |
| Общая длительность: | Общая длительность:                        | Общая длительность:               | 78:07        |

| №                   | Название                                      | Длительность |
| ------------------- | --------------------------------------------- | ------------ |
| 1.                  | «Voodoo People (Radio 1 Maida Vale Session)»  | 4:18         |
| 2.                  | «Poison (Radio 1 Maida Vale Session)»         | 4:42         |
| 3.                  | «Break & Enter (2005 Live Edit)»              | 4:56         |
| 4.                  | «Their Law (Live at Pukkelpop)»               | 5:27         |
| 5.                  | «No Good (Start the Dance) (Bad for You Mix)» | 6:49         |
| 6.                  | «Scienide»                                    | 5:49         |
| 7.                  | «Goa (The Heat, Part 2)»                      | 6:03         |
| 8.                  | «Rat Poison»                                  | 5:31         |
| 9.                  | «Voodoo People (Dust Brothers Remix)»         | 5:55         |
| Общая длительность: | Общая длительность:                           | 49:30        |

### Семплы из других композиций
Лиам Хоулетт при создании также использовал много музыкальных материалов от других исполнителей и их треков:
- «Break & Enter» — «Casanova» Baby D.
- «Their Law» — «Drop That Bassline» Techno Grooves.
- «Voodoo People» — «You’re Starting Too Fast» Johnny Pate и «The Shalimar» Gylan Kain, гитарный рифф основан на «Very Ape» рок-группы Nirvana и исполняется Lance Riddler.
- «The Heat (The Energy)» — «Why’d U Fall» Lil Louie, «Thousand» Moby и «Don’t Hold Back The Feeling» 2-Mad.
- «Poison» — «It’s a New Day» Skull Snaps, «Amen Brother» The Winstons, «Heavy Soul Singer» Bernard «Pretty» Purdie.
- «No Good (Start The Dance)» — «No Good for Me» Kelly Charles и «Funky Nassau» багамской фанк-группы The Beginning of the End.
- «One Love» — «Arabic Muezzin» из раздела этнических вокалов с образца Zero G CD «Time + Space» Records. Тот же самый образец был также использован в «Everybody Say Love» от «The Magi & Emanation», который был ремикширован Лиамом Хоулеттом[19].
- «3 Kilos», первый трек из «Narcotic Suite», основана на риффе, взятом из песни Good Livin' (Good Lovin') Bernard «Pretty» Purdie. В «Skylined», также из «Narcotic Suite», звучит фрагмент музыкальной партитуры Mark Snow из 2 эпизода 1 сезона («Глубокая глотка») телесериала «Секретные материалы»[20].

## Позиции в чартах и сертификации

### Недельные чарты
| Чарт (1994—1995)                       | Высшая позиция |
| -------------------------------------- | -------------- |
| Австралия (ARIA)                       | 9              |
| Австрия (Ö3 Austria)                   | 7              |
| Бельгия/Фландрия (Ultratop)            | 22             |
| Нидерланды (Album Top 100)             | 5              |
| Финляндия (Suomen virallinen lista)    | 1              |
| Франция (SNEP)                         | 2              |
| Германия (Offizielle Top 100)          | 11             |
| Новая Зеландия (RMNZ)                  | 3              |
| Норвегия (VG-lista)                    | 12             |
| Шотландия (Scottish Albums Chart)      | 3              |
| Швеция (Sverigetopplistan)             | 4              |
| Швейцария (Schweizer Hitparade)        | 9              |
| Великобритания (UK Albums Chart)       | 1              |
| Великобритания (UK Dance Albums Chart) | 4              |
| США (Billboard 200)                    | 198            |
| США (Billboard Top Catalog Albums)     | 31             |

### Сертификации
| Регион | Сертификация  | Продажи  |
| --- | ------------- | -------- |
| Польша (ZPAV) | Золотой       | 50 000*  |
| Швеция (GLF) | Платиновый    | 100 000^ |
| Великобритания (BPI) | 2× Платиновый | 600 000^ |
| * Данные о продажах приведены только на основе сертификации. ^ Данные о тиражах приведены только на основе сертификации. |               |          |

## Персонал
- Лиам Хоулетт — синтезатор, клавишные, семплы, драм-машина, продюсер («Intro», «Break & Enter», «Their Law», «Speedway (Theme From Fastlane)», «Poison», «The Narcotic Suite: 3 Kilos», «The Narcotic Suite: Skylined» и «The Narcotic Suite: Claustrophobic Sting»), сопродюсер («Full Throttle», «Voodoo People», «The Heat (The Energy)», «No Good (Start the Dance)» и «The Narcotic Suite: 3 Kilos»), микширование, звукорежиссёр
- Максим Реалити — вокал, соавтор («Poison»)
- Нейл Маклеллан — сопродюсер («Full Throttle», «Voodoo People», «The Heat (The Energy)», «No Good (Start the Dance)» и «The Narcotic Suite: 3 Kilos»), микширование
- Pop Will Eat Itself — перформанс, соавтор («Their Law»)
- Фил Бент — флейта
- Лэнс Риддлер — гитара («Voodoo People»)
- Майк Чемпион — менеджмент
- Лэс Эдвардс — внутренний дизайн обложки
- Стюарт Хайгарт — дизайн передней стороны обложки
- Джейми Фрай — дизайн задней стороны обложки